# 제페르송 페헤이라 지 소자
제페르송 페헤이라 지 소자(브라질 포르투갈어: Jefferson Ferreira de Souza, 2001년 11월 16일~)는 브라질의 축구 선수이다.

## 클럽 경력
제페르손은 브라질 출신으로, Ingazeira FC, Fluminense EC 등의 클럽에서 활동했다.  
2024–25 시즌 몰타의 Valletta FC 소속으로 27경기에 출전해 6골 2도움을 기록하며 활약한 뒤, 2025년 6월 안산그리너스 FC에 입단했다.
제페르손은 2025년 6월 15일 화성 FC와의 하나은행 FA컵 경기에서 교체 출전하며 K리그2 데뷔전을 치렀다.

## 통계
- Valletta FC (2024–25): 27경기, 6골, 2도움
- 안산 그리너스 FC (2025– ): 출장 및 득점 기록은 시즌 진행 중

## 참고 문헌
- “제페르송 페헤이라 지 소자”. 《안산 그리너스 FC》. 안산시민프로축구단.